# Denso
Denso Corporation (株式会社デンソー, Kabushiki-Gaisha Densō) és un fabricant global de components d'automoció amb seu a la ciutat de Kariya, prefectura de Aichi, el Japó.
Després d'independitzar-se de Toyota Motor, l'empresa va ser fundada com a Nippon Denso Co. Ltd. (日本電装株式会社, Nippon Densō Kabushiki-Gaisha) el 1949. Prop del 25% de l'empresa és propietat de Toyota. Tot i formar part del grup d'empreses Toyota, a l'any que va finalitzar el març de 2016, les vendes al grup Toyota van representar menys del 50% dels ingressos totals (el 44% dels ingressos es van originar d'altres fabricants d'automòbils al Japó, Alemanya i els EUA). i Xina). El 2016, Denso va ser el quart proveïdor de peces d'automòbil més gran del món.
El 2022, Denso va figurar al número 278 de la llista Fortune Global 500 amb uns ingressos totals de 49.000 milions de dòlars i 167.950 empleats.
El 2021, Denso constava de 200 filials consolidades (64 al Japó, 23 a Amèrica del Nord, 32 a Europa, 74 a Àsia i set a Oceania i altres regions).

## Nom
El nom Denso (電装, densō) és una paraula combinada dels termes japonesos per a "electricitat" (電気, denki) i "dispositiu" (装置, sōchi).

## Operacions
L'empresa desenvolupa i fabrica diverses peces d'automòbil, com ara components de motors de gasolina i dièsel, components de vehicles híbrids, sistemes de control de clima, grups d'instruments, sistemes de coixins d'aire, sistemes de radar previ a xoc i bugies. Denso també desenvolupa i fabrica components no automotius, com ara equips de calefacció per a la llar i robots industrials. Un robot industrial Denso va guanyar una gran atenció pública al Japó quan va dur a terme un joc de shogi contra jugadors professionals.
El juny de 2020, Denso va anunciar l'obertura del seu "Centre d'Innovació en Electrificació" a la seva planta d'Anjō. La instal·lació donarà suport al desenvolupament de la companyia de productes i tecnologies per a vehicles elèctrics i híbrids.